# Benno Gut
Benno Walter Gut (Reiden, 1 april 1897 - Rome, 8 december 1970) was een Zwitsers geestelijke en kardinaal van de Rooms-Katholieke Kerk.
Walter Gut, zoon van een leraar en organist, trad in 1918 in bij de Paters Benedictijnen in de Abdij Maria Einsiedeln. Hier nam hij de kloosternaam Benno aan. Gut studeerde kerkmuziek aan het conservatorium van Bazel en aan de Universiteit van Bazel, en het Internationaal College Sint Anselmus in Rome. Hij werd op 10 juli 1921 priester gewijd en studeerde vervolgens nog aan het Pauselijk Bijbelinstituut. Hij keerde voor enkele jaren terug naar de Abdij van Einsiedeln en werd in 1930 docent Sint Anselmus. Negen jaar later werd hij hoogleraar aan het seminarie van Einsiedeln. De congregatie koos hem in 1947 tot abt. In 1959 werd hij gekozen tot abt-primaat van de Benedictijner Confederatie. In die hoedanigheid nam hij deel aan het Tweede Vaticaans Concilie.
Paus Paulus VI benoemde hem op 10 juni 1967 tot titulair aartsbisschop van Tuccabora. Hij ontving zijn bisschopswijding in de Abdij van kardinaal Eugène Tisserant. Dit alles gebeurde vooruitlopend op zijn kardinaalscreatie. Die had op 26 juni van datzelfde jaar plaats. Hij kreeg de San Giorgio in Velabro als titeldiakonie. Paus Paulus benoemde hem daarop tot prefect van de H. Congregatie voor de Riten, van welke congregatie hij de laatste prefect zou zijn.
Kardinaal Gut overleed in Rome en werd begraven op het kloosterkerkhof van Einsiedeln.
- Base de données des élites suisses: 57128
- Gemeinsame Normdatei: 127246762
- Historisch woordenboek van Zwitserland: 009857
- International Standard Name Identifier: 0000 0000 7819 0298
- Library of Congress Control Number: no2001009503
- Nationale Bibliotheek van Israël: 987007299474505171
- Nederlandse Thesaurus van Auteursnamen: 074963503
- Virtual International Authority File: 34100553
- WorldCat: E39PBJyt497C8dwpJkxbFMYHG3